# Band-e Sheram
Band-e Sheram é uma cidade do norte do Afeganistão, localizada na província de Balkh.